# Lunettes rouges
Pour plus de détails, voir Fiche technique et Distribution.
Lunettes rouges (紅い眼鏡, Akai megane) est le premier film live de Mamoru Oshii (1987). Ce film est créé, scénarisé et filmé par Oshii. Il est à l'origine de l'univers des panzer corps (des soldats dans des armures au style futuriste et inquiétant). Ce film est une expérimentation dans le domaine du visuel.

## Synopsis
Il s'agit d'une uchronie décrivant une force de police spéciale dans un Japon qui, quelques décennies plus tôt, a été occupé par l'Allemagne nazie.

## Fiche technique
- Titre : Lunettes rouges
- Titre original : 紅い眼鏡 (Akai megane)
- Titre anglais : The Red Spectacles
- Réalisation : Mamoru Oshii
- Scénario : Kazunori Itō (en) et Mamoru Oshii
- Production : Daisuke Hayashi et Shigeharu Shiba
- Photographie : Yousuke Mamiya
- Montage : Seiji Morita
- Musique : Kenji Kawai
- Pays :  Japon
- Langue originale : japonais

## Distribution
- Shigeru Chiba : Koichi Todome
- Machiko Washio : Midori Washio
- Hideyuki Tanaka : Soichiro Toribe

## Autour du film
Il a connu deux suites avec en plus un film d'animation complétant l'univers « panzer corp », Jin-Roh, la brigade des loups